# Tetvasseltjärnen
Tetvasseltjärnen är en sjö i Orsa kommun i Dalarna och ingår i Dalälvens huvudavrinningsområde.